# 锡金短月藓
锡金短月藓（学名：Brachymenium sikkimense）为真藓科短月藓属下的一个种。